# Protected Ranking
Protected Ranking (deutsch geschützter Listenplatz) ist ein Fachbegriff aus dem Tennis, wodurch ein Spieler in einem Turnier höher gesetzt werden kann. Der Begriff Protected Ranking wird in der Association of Tennis Professionals (ATP) verwendet. Gleichbedeutend ist der Begriff Special Ranking, der in der Women’s Tennis Association (WTA) verwendet wird.
Wie eine Meldung zur Teilnahme an einem Tennisturnier oder der Qualifikation zu einem Tennisturnier berücksichtigt wird, richtet sich bei Turnieren der WTA, ATP oder ITF nach der Position in der Weltrangliste (Ausnahme Wildcards). Ist ein Spieler über einen längeren Zeitraum verletzt, rutscht er kontinuierlich in der Weltrangliste ab. Dauert die Verletzung sechs Monate oder länger, kann der Betroffene ein Protected Ranking beantragen, um anschließend nicht mit einer sehr viel schlechteren Weltranglistenposition in den Turnierbetrieb einsteigen zu müssen. Wird dem Protected Ranking stattgegeben, ergibt sich die Weltranglistenposition, mit welcher der Spieler bei Turnieransetzungen anschließend berücksichtigt wird, aus der durchschnittlichen Platzierung in den ersten drei Verletzungsmonaten.
Nach dem Wiedereinstieg in den Spielbetrieb gilt das Protected Ranking noch neun Monate nach der ersten Turnierteilnahme oder aber für die ersten neun gespielten Turniere, je nachdem, was früher eintritt.

## Schwangerschaft
In diesem Zusammenhang entstand nach dem Verzicht von Serena Williams auf die Teilnahme bei den Australian Open 2018 eine Diskussion, wie der Weltverband WTA mit Schwangerschaften ihrer Spielerinnen hinsichtlich des Rankings und den Möglichkeiten eines Comebacks umgeht. Schwangerschaften von Spielerinnen sind im Regelwerk der ITF und den Regularien des Weltverbandes WTA nicht gesondert geregelt, sondern werden wie „Verletzungen“ eingestuft. Williams wurde durch ihren Sieg bei den Australian Open 2017 in der Rangliste vom 15. Januar 2018 mit 2000 Punkten noch auf Rang 22 geführt. Durch den Verlust dieser Punkte rutschte sie aber im Ranking vom 29. Januar 2018 nach den Australian Open genau ein Jahr nach ihrem letzten Profimatch komplett aus der Rangliste. Sie war daher bei den ersten größeren Turnieren, die sie nach ihrer Schwangerschaftspause spielte, nicht gesetzt und musste das protected ranking oder Wildcards der Turnierveranstalter in Anspruch nehmen.

## Neue Schutzprogramme der WTA
Die WTA kam dem nach und führte 2019 Schutzprogramme von bis zu drei Jahren nach einer Schwangerschaft ein. In dieser Zeit kann eine Spielerin an bis zu zwölf Turnieren das Special Ranking in Anspruch nehmen. Ergänzt wurde der Schutz 2025 um das umfassende Family Focus Program der WTA zur Unterstützung von Familien auf der Tour und umfasst bezahlten Mutterschaftsurlaub und Zuschüsse für Fruchtbarkeitsschutzmaßnahmen über das PIF-WTA Maternity Fund Program. {PIF – Public Investment Fund ist ein Staatsfonds des Königreichs Saudi-Arabien, der in verschiedene strategische Sektoren investiert und mit der ATP und WTA kooperiert. Der Ranglistenschutz von 12 Monaten besteht während der Schwangerschaft und nach der Geburt, wodurch Spielerinnen nach der Geburt auf das gleiche Ranglistenniveau zurückkehren können. Ergänzt wurde die Regelung um die neue spezielle Ranglistenregel zum Fruchtbarkeitsschutz. Sie bietet Spielerinnen aus den Top 750 der WTA Schutz in der Rangliste, während sie sich einem Fruchtbarkeitsverfahren wie dem Einfrieren von Eizellen oder Embryonen unterziehen. Dies ermöglicht ihnen die Teilnahme an bis zu drei Turnieren an den 500er-Serien und darunter. Um teilnahmeberechtigt zu sein, müssen die Spielerinnen im Vorjahr an einer Mindestanzahl von WTA-Turnieren teilgenommen haben.